# Schloss Virnsberg

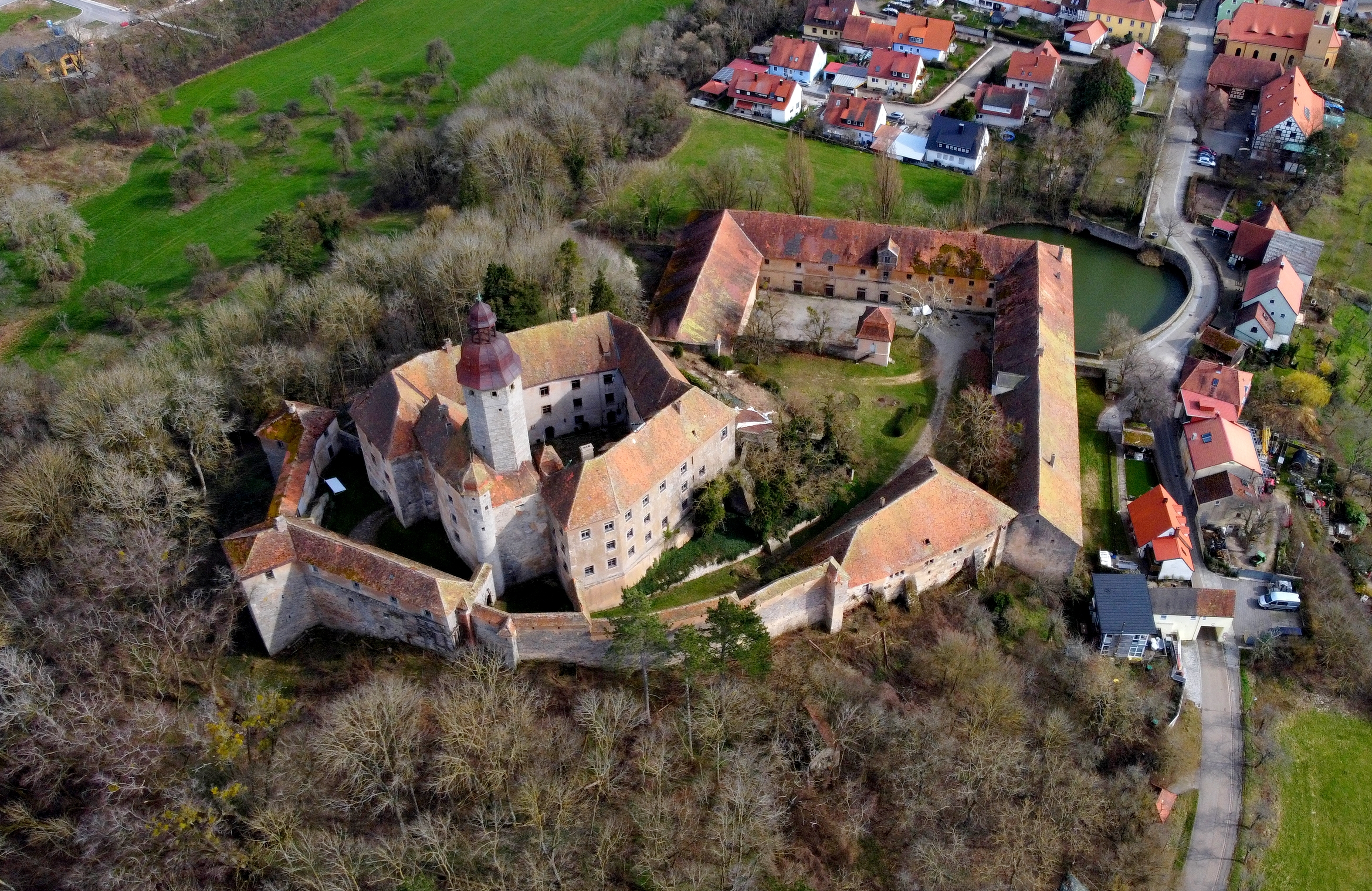
Luftbild des Schlosses Virnsberg aus nördlicher Richtung.

Schloss Virnsberg ist eine Schlossanlage, die ungewöhnlicherweise aus einer Höhenburg und  einem Wasserschloss besteht, die über 500 Jahre eine Deutschordensburg war. Das Schloss steht unmittelbar nordwestlich über dem Ort Virnsberg, Gemeinde Flachslanden, Landkreis Ansbach in Mittelfranken, Bayern, und ist eine Sehenswürdigkeit im Naturpark Frankenhöhe.

## Geschichte
Die 1235 erstmals erwähnte Burg Virnsberg war ursprünglich in Besitz der Reichsministerialen von Uffenheim.  Nach der Teilnahme von Ludwig von Virnsberg an einer Erhebung gegen Kaiser Friedrich II. musste dieser 1235 seine Hälfte des Besitzes an die Grafen von Hohenlohe abtreten, die ihn noch im selben Jahr an die Nürnberger Burggrafen verkauften. 1259 wurde die zweite Hälfte vom Burggrafen Konrad I. gekauft und blieb bis 1294 in Besitz der Burggrafschaft Nürnberg. 1294 wurde sie dem Deutschen Orden samt Zugehörungen übereignet. Die Kommende Virnsberg gehörte zur Deutschordensballei Franken und bildete eine katholische Enklave im protestantischen Ansbach. Nach der Säkularisation von 1803 wechselte die Burg häufig die Besitzer; es waren meist Privatleute, aber auch Institutionen (z. B. die Evangelische Wohlfahrt). 1977 erwarb der Nürnberger Rechtsanwalt Friedrich von Herford die Burg und übereignete sie im Jahr 2001 an den gemeinnützigen Schlossverein Virnsberg e. V.
Im Jahr 2017 wurde Schloss Virnsberg an eine Münchner Investorenfirma verkauft. Verwaltet wird das gesamte Anwesen nun über die Schloss Virnsberg GmbH & Co. KG. Das gesamte Schloss-Ensemble ist hochgradig renovierungsbedürftig.

## Baubeschreibung
Die Burg Virnsberg liegt auf einer Geländekuppe im Nordwesten des Ortes über der Kemnath. Im Süden der Anlage befindet sich der untere Hof mit hufeisenförmig angeordneten Wirtschaftsgebäuden und einem Taubenhaus aus der Zeit um 1700. Im Süden und Westen der Gebäude verläuft ein Wassergraben. Vom Hof verläuft eine Auffahrtrampe im Uhrzeigersinn um die Kernburg zum mittleren Hof, die im Westen durch die äußere Ringmauer aus dem späten 15. Jahrhundert flankiert wird. Zunächst gelangt man dabei zum Torzwinger vom Ende des 15. Jahrhunderts. Danach folgt der mittlere Burghof, der im Nordwesten durch zwei stumpfwinklig aneinander gesetzte Gebäudetrakte begrenzt wird. Auf der Nordseite springen zwei rechteckige Geschütztürme nach außen vor. Zu ihren Füßen liegen Kasematten des 15./16. Jahrhunderts. 
Die mit einem Graben umgebene Kernburg besitzt eine polygonale Gestalt, der Burghof ist vollständig von Gebäuden umgeben. Der Zugang erfolgt durch einen gewölbten Tordurchgang an der Ostecke des Nordflügels. Die zweigeschossige, barocken Schlosskapelle befindet sich in der Nordostecke. Der achteckige Bergfried steht frei hinter dem Nordwesteck.